# Andris Štāls
Andris Štāls – łotewski kierowca wyścigowy.

## Biografia
W 1977 roku rozpoczął starty Estonią 15M w Formule 4. W 1979 roku zadebiutował w mistrzostwach ZSRR. W sezonie 1980 został wicemistrzem ZSRR oraz mistrzem Łotwy. W 1982 roku po raz drugi zdobył mistrzostwo Łotwy. W 1983 roku rozpoczął starty w Formule 3, zostając wicemistrzem Łotwy. W 1984 roku został mistrzem Łotwy. W sezonie 1985 zadebiutował Estonią 20 w Estońskiej Formule Easter i zdobył tytuł mistrzowski serii. W roku 1986 ścigał się Estonią Kongo, zajmując trzecie miejsce w mistrzostwach Łotwy. W 1987 roku rozpoczął starty Estonią 21M. Ponownie zajął wówczas trzecie miejsce w mistrzostwach Łotwy, a także zadebiutował w Sowieckiej Formule Easter. Rok 1988 ponownie zakończył trzecim miejscem w mistrzostwach Łotwy. W 1990 roku uczestniczył w Sowieckiej Formule 1600. Od 1991 roku używał Estonii 25. Zajął wówczas trzecią pozycję w mistrzostwach Łotwy. W 1992 roku wystartował w jednym wyścigu Polskiej Formuły Mondial. W następnych latach uczestniczył w wyścigach długodystansowych.

## Wyniki
| Legenda oznaczeń w tabelach wyników Wyświetl szablon na nowej stronie | Legenda oznaczeń w tabelach wyników Wyświetl szablon na nowej stronie                                                                     |
| Oznaczenie                                                            | Wyjaśnienie |
| --------------------------------------------------------------------- | --- |
| Złoty                                                                 | Zwycięzca lub mistrzostwo |
| Srebrny                                                               | 2. miejsce lub wicemistrzostwo |
| Brązowy                                                               | 3. miejsce lub II wicemistrzostwo |
| Zielony                                                               | Ukończył, punktował (w klasyfikacji generalnej, gdy zdobył co najmniej jeden punkt na przestrzeni sezonu, poza trzema powyższymi opcjami) |
| Niebieski                                                             | Ukończył, nie punktował (w klasyfikacji generalnej, gdy nie zdobył co najmniej jednego punktu na przestrzeni sezonu)                      |
| Czerwony                                                              | Nie zakwalifikował się (NZ) |
| Czerwony                                                              | Nie prekwalifikował się (NPK) |
| Różowy                                                                | Nie ukończył (NU) |
| Różowy                                                                | Niesklasyfikowany (NS) (w klasyfikacji generalnej, gdy nie został sklasyfikowany w żadnym wyścigu sezonu)                                 |
| Czarny                                                                | Zdyskwalifikowany (DK) |
| Czarny                                                                | Wykluczony (WYK/EX) |
| Biały                                                                 | Nie wystartował (NW) |
| Biały                                                                 | Kontuzjowany (K/INJ) |
| Biały                                                                 | Wyścig odwołany (OD/C) |
| Bez koloru                                                            | Został wycofany (WYC/WD) |
| Bez koloru                                                            | Nie przybył (NP/DNA) |
| Bez koloru                                                            | Nie brał udziału w treningach (NT/DNP) |
| Bez koloru                                                            | Nie został zgłoszony (–) |
| Pogrubienie                                                           | Start z pole position |
| Kursywa                                                               | Najszybsze okrążenie wyścigu |
| †                                                                     | Nie ukończył, ale jego rezultat został zaliczony ze względu na przejechanie więcej niż 90% dystansu wyścigu.                              |
| *                                                                     | Sezon w trakcie |
| 1/2/3                                                                 | Punktowana pozycja w sprincie kwalifikacyjnym                                                                                             |
| Lista systemów punktacji Formuły 1                                    | |

### Sowiecka Formuła Easter
| Rok  | Zespół      | Samochód      | Silnik | Wyniki w poszczególnych eliminacjach | Wyniki w poszczególnych eliminacjach | Wyniki w poszczególnych eliminacjach | Wyniki w poszczególnych eliminacjach | Pkt.  | Msc. |
| ---- | ----------- | ------------- | ------ | ------------------------------------ | ------------------------------------ | ------------------------------------ | ------------------------------------ | ----- | ---- |
| 1987 |             |               |        |                                      |                                      |                                      |                                      | 116,5 | 22   |
| 1987 | DOSAAF Ryga | Estonia 21M   | Łada   | 12                                   | NU                                   | 12                                   | NU                                   | 116,5 | 22   |
| 1988 |             |               |        |                                      |                                      |                                      |                                      | 64    | 15   |
| 1988 | DOSAAF Ryga | Estonia 21M   | Łada   | 12                                   | 15                                   | 14                                   |                                      | 64    | 15   |
| 1989 |             |               |        |                                      |                                      |                                      |                                      | 35    | 22   |
| 1989 | DOSAAF Ryga | Estonia 21.10 | Łada   | -                                    | 10                                   | -                                    |                                      | 35    | 22   |

### Sowiecka Formuła 1600
| Rok  | Zespół      | Samochód      | Silnik | Wyniki w poszczególnych eliminacjach | Wyniki w poszczególnych eliminacjach | Wyniki w poszczególnych eliminacjach | Pkt. | Msc. |
| ---- | ----------- | ------------- | ------ | ------------------------------------ | ------------------------------------ | ------------------------------------ | ---- | ---- |
| 1990 |             |               |        |                                      | Łotwa                                |                                      | 37   | 17   |
| 1990 | DOSAAF Ryga | Estonia 21.10 | Łada   | -                                    | 8                                    | -                                    | 37   | 17   |

### Polska Formuła Mondial
| Rok  | Zespół | Samochód   | Silnik     | Wyniki w poszczególnych eliminacjach | Wyniki w poszczególnych eliminacjach | Wyniki w poszczególnych eliminacjach | Wyniki w poszczególnych eliminacjach | Wyniki w poszczególnych eliminacjach | Pkt. | Msc. |
| ---- | ------ | ---------- | ---------- | ------------------------------------ | ------------------------------------ | ------------------------------------ | ------------------------------------ | ------------------------------------ | ---- | ---- |
| 1992 |        |            |            | Polska                               | Polska                               | Polska                               | Polska                               | Polska                               | 11   | ?    |
| 1992 |        | Estonia 25 | Volkswagen | 6                                    | -                                    | -                                    | -                                    | -                                    | 11   | ?    |